# Tinian
Tinian (/ˈtɪniən/ hay /ˌtiːniˈɑːn/) là một trong ba đảo chính của Thịnh vượng chung Quần đảo Bắc Mariana. Tinian cùng với hòn đảo láng giềng không người ở Aguijan tạo thành đô thị tự trị Tinian, một trong bốn khu tự trị cấu thành của quần đảo Bắc Mariana. Xã lớn nhất của Tinian là San Jose.

## Địa lý

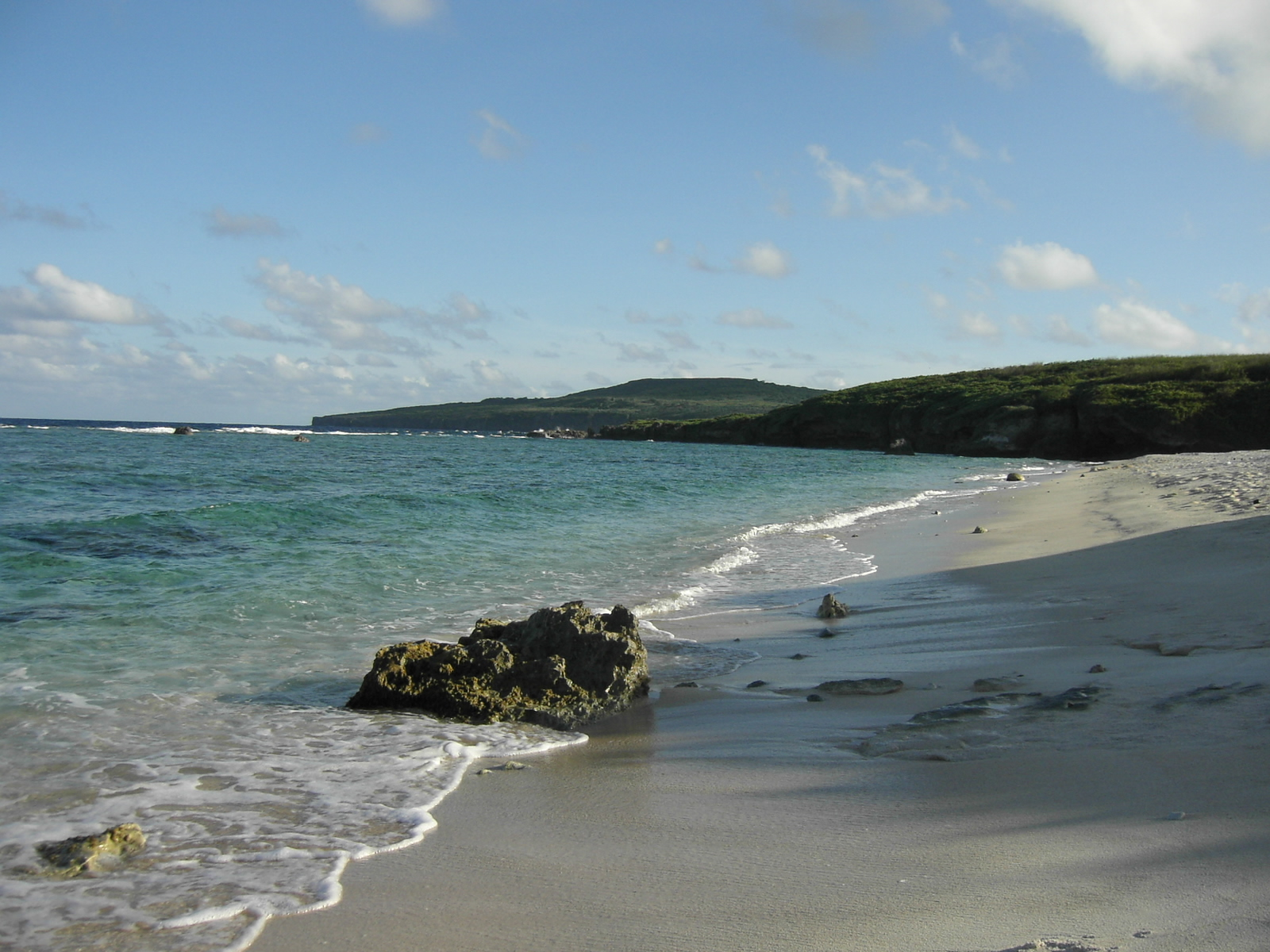
Bãi biển ở Tinian

Tinian cách Saipan khoảng 5 dặm (9,3 km) về phía Tây Nam với eo biển Saipan nằm ở giữa. Đảo có diện tích 39 dặm² (100 km 2) và độ cao lớn nhất là 561 ft (171 m) tại đỉnh núi Lasso.
Tinian có hệ động thực vật đa dạng cùng những vách đá vôi và hang động. Tinian monarch là loài chim đặc hữu duy nhất trên đảo và loài này đang bị đe dọa do mất môi trường sống. Xung quanh đảo tồn tại sự sống đa dạng và những rạn san hô. Nước biển trong, ấm nơi đây lý tưởng cho việc bơi, lặn và câu cá.

## Dân số
Dân số Tinian tính đến năm 2010 là 3.136 người, tương ứng chưa đến 5% tổng số dân của quần đảo Bắc Mariana. Mật độ dân số là 35 người/km². Thành phần dân số chủ yếu là người Chamorro (chiếm khoảng 75%), bên cạnh đó là một số lượng nhỏ người Đông Á và người gốc châu Âu.

## Lịch sử

### Thời tiền sử
Các nhà khảo cổ học đã tìm thấy những dấu tích chứng tỏ con người đã có mặt trên đảo Tinian được tầm 4.000 năm, bao gồm những phiến đá latte cổ xưa, những hiện vật chỉ ra mối quan hệ về văn hóa với vùng Melanesia và với những di tích bằng đá tương đồng ở Micronesia và Palau. Khoảng 3000 năm trước, thống trị Tinian là vua Taga của người Chamorro, người đã xây một cung điện bằng đá nguyên khối và đá latte. Hiện ở Tinian có một bãi biển và một hãng cho thuê máy bay địa phương mang tên vị vua này.

### Thuộc địa của Tây Ban Nha
Có lẽ chuyến thám hiểm của Ferdinand Magellan là lần đầu tiên người châu Âu tiếp cận Tinian và Saipan. Họ đã đổ bộ lên phần phía Nam quần đảo Mariana vào ngày 6 tháng 3 năm 1521. Cũng có vẻ Gonzalo Gómez de Espinosa đã quan sát thấy hòn đảo này vào năm 1522 từ con thuyền Trinidad của Tây Ban Nha trong một nỗ lực nhằm tiến tới Panama sau cái chết của Magellan. Vào khoảng thời gian từ cuối tháng 8 đến cuối tháng 9, họ phát hiện ra quần đảo Maug. Gonzalo de Vigo là người bị bỏ lại trên quần đảo này và ông đã sống cùng những người Chamorro. Trong vòng bốn năm, Gonzalo de Vigo đã tham quan 13 đảo chính của quần đảo Mariana và có khả năng Tinian nằm trong số đó. Chứng cứ rõ ràng đầu tiên về việc người châu Âu đặt chân lên Tinian liên quan đến chiếc thuyền buồm Manila Santa Margarita do Juan Martínez de Guillistegui chỉ huy. Con thuyền này bị đắm vào tháng 2 năm 1600 tại địa điểm nằm về phía Đông Nam Saipan và những người sống sót đã ở lại Tinian trong vòng hai năm cho tới thời điểm 250 người được hai chiếc thuyền Santo Tomas và Jesus María giải cứu. Tinian chính thức bị Tây Ban Nha chiếm đóng vào năm 1669 với chuyến thám hiểm truyền giáo của Diego Luis de San Vitores. Kể từ năm 1670, Tinian trở thành cảng đến của những con thuyền Tây Ban Nha và thi thoảng là Pháp, Hà Lan, Anh với chức năng như một trạm cung cấp lương thực và nước sạch. Số dân bản địa đã giảm từ 40.000 người tại thời điểm người Tây Ban Nha đặt chân đến xuống còn ít hơn 1.400 người do bệnh tật mà người châu Âu đem đến và những cuộc xung đột trên đảo. Những người sống sót bị buộc di dời đến Guam vào năm 1720 để dễ bề kiểm soát và đồng hóa. Dưới sự cai quản của người Tây Ban Nha, hòn đảo đã trở thành nông trại chăn nuôi gia súc và lợn cung cấp nguồn thực phẩm cho những chiếc thuyền buồm Tây Ban Nha trên đường tới Mexico.

### Thuộc địa của Đức
Sau thất bại trong cuộc chiến với Mỹ năm 1898, Tây Ban Nha đã suy yếu và không còn năng lực kiểm soát một cách hiệu quả gần 6.000 hòn đảo trên khắp Micronesia. Do đó vào năm 1899, Tây Ban Nha đã bán một số lượng đảo, trong đó có Tinian cho Đế quốc Đức. Người Đức quản lý Tinian như một phần của New Guinea thuộc Đức, tuy nhiên họ không nỗ lực phát triển hay đưa người tới định cư.

### Thuộc địa của Nhật

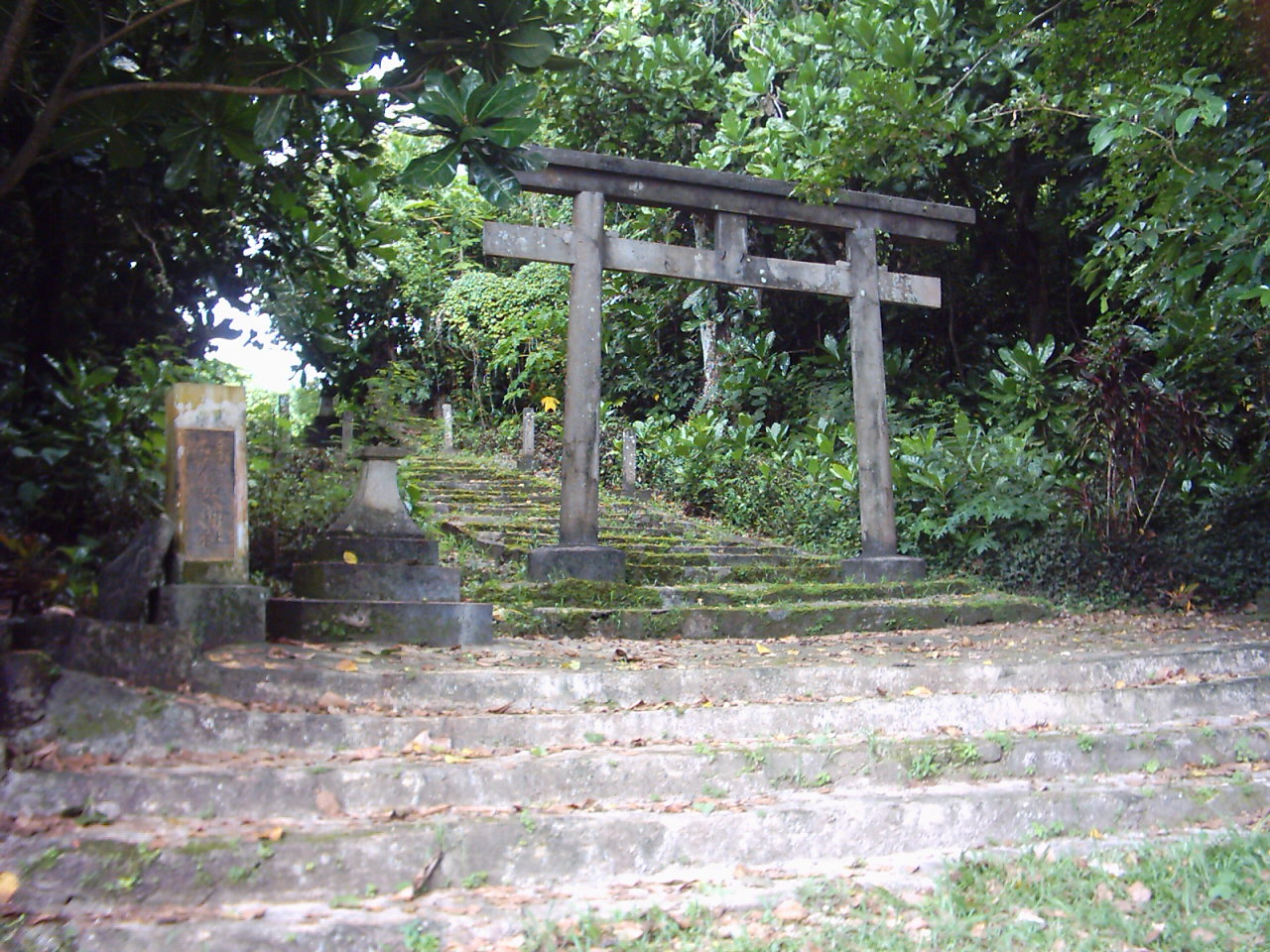
Đền thờ thần đạo trên đảo Tinian.

Tinian bị Đế quốc Nhật Bản chiếm đóng vào năm 1914, thời điểm mà thế chiến thứ nhất đang diễn ra. Đến năm 1918, Hội Quốc Liên trao quyền kiểm soát chính thức Tinian cho Nhật như một phần của lãnh thổ Ủy trị Nam Thái Bình Dương. Sau đó người sắc tộc Nhật, Hàn và Okinawa tới định cư và dựng lên những đồn điền mía quy mô lớn. Dưới sự quản lý của người Nhật, cơ sở hạ tầng được phát triển rộng khắp, bao gồm việc xây dựng các cảng, nhà máy nước, nhà máy điện, đường sá, trường học, cùng với các công trình vui chơi giải trí và các đền thờ thần đạo. Nỗ lực an cư ban đầu gặp phải một số khó khăn như côn trùng phá hoại mùa màng, tiếp đến là một đợt hạn hán nghiêm trọng xảy ra vào năm 1919. Tuy nhiên từ năm 1926, dưới sự bảo hộ của công ty Nanyo Kohatsu Kabushiki Kaisha, hoạt động này đã được phục hồi với những người di cư tới từ Okinawa, Fukushima và Yamagata; cùng sự xuất hiện của cà phê và bông với chức năng như những loại cây công nghiệp bên cạnh mía đường; kèm theo đó là một nhà máy chế biến Katsuobushi. Đến tháng 6 năm 1944, đã có khoảng 15.700 công dân Nhật cư trú trên đảo Tinian (bao gồm cả 2700 người sắc tộc Hàn và 22 người Chamorro).

### Chiến tranh thế giới thứ hai

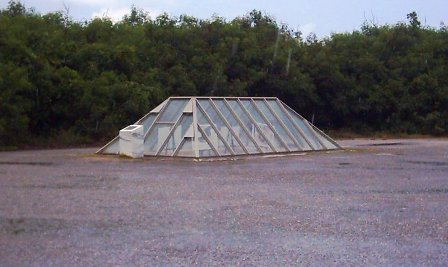
Hầm chứa bom nguyên tử tại phi trường Bắc trên đảo Tinian, địa điểm quả bom Little Boy được đưa lên chiếc máy bay Enola Gay.

Tinian không được Nhật Bản bố trí quân đồn trú trong giai đoạn đầu của Chiến tranh thế giới thứ hai. Về sau người Nhật đã nhận ra tầm quan trọng chiến lược của hòn đảo này, đó là việc nó có thể trở thành một cứ điểm cho những chiếc máy bay ném bom Boeing B-29 Superfortress của Mỹ khởi hành nếu bị đánh chiếm. Thực tế là sau Trận Tinian diễn ra từ ngày 24 tháng 7 đến ngày 1 tháng 8 năm 1944, quân đội Mỹ đã chiếm được đảo. Chỉ có 313 lính đồn trú Nhật sống sót qua trận chiến này so với số lượng ban đầu là 8.500. Hàng ngàn thường dân Nhật đã bị giết trong cuộc giao tranh, tự sát, hoặc bị lính Nhật hành quyết để tránh rơi vào tay quân Mỹ.
Nằm cách lãnh thổ chính của Nhật Bản khoảng 1.500 dặm (2.400 km), Tinian rất phù hợp để trở thành một căn cứ trung gian tiếp tục phục vụ cho chiến dịch tấn công những hòn đảo của Nhật bằng máy bay ném bom hạng nặng. Ngay lập tức sau khi chiếm được Tinian, người Mỹ đã tiến hành xây dựng một trong những căn cứ không quân lớn nhất trong Chiến tranh thế giới thứ hai với quy mô bao phủ toàn bộ hòn đảo, chỉ trừ ba khu vực địa hình cao. Căn cứ này có 40.000 nhân viên và các đơn vị Seabee của Hải quân Mỹ đã thiết kế nó theo hình mẫu các con đường của thành phố tương tự như ở đảo Manhattan, New York. Thành phố Sunharon của Nhật trước đây được đặt tên là "The Village" bởi vị trí tương ứng với Làng Greenwich. Diện tích lớn giữa Phi trường Bắc và Tây chủ yếu dành cho bệnh viện quân đội và những phần đất khác không sử dụng được gọi là Công viên Trung tâm.
Hai phi trường Tây và Bắc có tổng cộng sáu đường băng, mỗi đường dài 8.500 ft (2.600 m). Hiện bốn đường băng tại Phi trường Bắc đang ở vào tình trạng bị bỏ không và cỏ mọc um tùm. Còn với Phi trường Tây, một trong hai đường băng vẫn được sử dụng như một phần của Sân bay Quốc tế Tinian.

#### Phi trường Tây

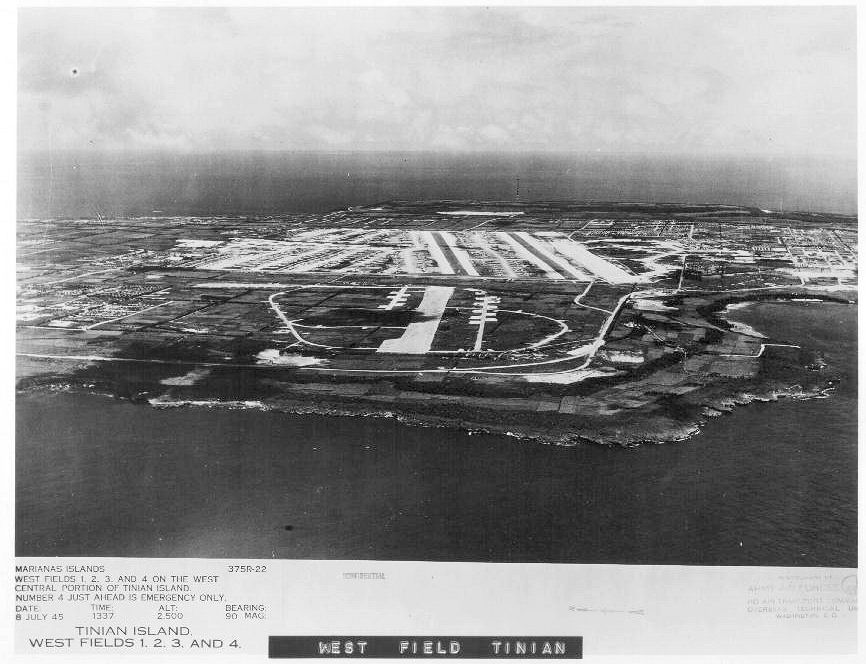
Phi trường Tây trên đảo Tinian, 8 tháng 7 năm 1945

Phi trường này khởi thủy là do người Nhật xây dựng với hai đường băng song song. Về sau người Mỹ tu sửa lại và gọi nó là Phi trường Tây. Từ đây bảy phi đội thuộc Sư đoàn Không quân 58 đã tiến hành những phi vụ trinh sát, chiến đấu trên toàn Đông Nam Á và cuối cùng là tại những hòn đảo chính của Nhật Bản như một phần của chiến dịch oanh tạc Nhật Bản.
Ngày nay, Phi trường Tây đã trở thành Sân bay Quốc tế Tinian.

#### Phi trường Bắc
Người Nhật đã xây dựng ba đường băng nhỏ cho máy bay chiến đấu trên đảo Tinian nhưng chúng không phù hợp cho các máy bay ném bom. Đến khi người Mỹ tiếp quản, hầu như toàn bộ phần phía Bắc của hòn đảo đã bị các đường băng chiếm chỗ. Gần như tất cả 11 dặm (18 km) đường lăn và diện tích phi trường được thiết kế cho toàn thể Sư đoàn Không quân 313 cùng những chiếc máy bay ném bom Boeing B-29 Superfortress.
Phi trường Bắc là điểm khởi hành của hai chiếc máy bay Enola Gay và Bockscar mang theo hai quả bom nguyên tử Little Boy và Fat Man ném xuống Hiroshima và Nagasaki.
Ngày nay, những tàn tích của căn cứ không quân Mỹ, của những hầm chứa bom nguyên tử, công sự của Nhật, có thể tìm thấy tại Phi trường Bắc. Ở hầm chứa bom thuộc phi trường khi xưa mà nay đã được lấp đầy có một đài tưởng niệm. Cả hai hầm được mở trở lại vào lễ kỷ niệm 60 năm Trận Saipan và Trận Tinian. Ban đầu các hầm này được xây dựng nhằm mục đích đưa những quả bom nguyên tử lên máy bay do chúng quá lớn để có thể thực hiện theo cách thông thường. Những chiếc B-29 với khoang chứa bom để mở được điều động tới phía trên hầm để thuận tiện cho việc đưa bom lên máy bay.

### Tinian sau Chiến tranh thế giới thứ hai
Sau khi chiến tranh thế giới thứ hai kết thúc, Tinian trở thành một phần của Lãnh thổ Ủy thác Quần đảo Thái Bình Dương do Mỹ quản lý. Quân đội Mỹ tiếp tục làm chủ Tinian và tới năm 1962 đảo được quản lý như một tiểu khu hành chính của Saipan. Tinian là một đô thị tự trị của Thịnh vượng chung Quần đảo Bắc Mariana từ năm 1978. Trong thập niên 1980, một trong những đường băng ở Phi trường Bắc được duy trì hoạt động để phục vụ cho những chiếc máy bay C-130 của Không quân Hoa Kỳ cất và hạ cánh nhằm mục đích hỗ trợ Thủy quân lục chiến Hoa Kỳ huấn luyện, diễn tập tại phần phía Bắc của đảo. Kể từ thập niên 1990, dù dần được thay thế bằng dịch vụ du lịch nhưng sự hiện diện quân sự vẫn đóng một vai trò quan trọng trong nền kinh tế địa phương.

## Kinh tế
Kinh tế Tinian đa phần phụ thuộc vào du lịch. Hoạt động nông nghiệp là chủ yếu xét về mặt đáp ứng mức sống đủ để tồn tại. Chủ lao động lớn nhất trên đảo là chính phủ và sòng bạc, đối tượng đã được hợp pháp hóa vào năm 1989.
Cơ sở hạ tầng du lịch trên đảo là tương đối nghèo nàn. Làng San Jose có một vài khách sạn nhỏ, nhà hàng và quán bar. Sân bay Quốc tế Tinian là một sân bay nhỏ thuộc sở hữu của Giới chức Cửa khẩu Thịnh vượng chung. Hãng hàng không Freedom trước từng phục vụ trên đảo đã đệ đơn xin phá sản vào tháng 10 năm 2013 và bị đình chỉ toàn bộ hoạt động từ tháng 3 năm 2014. Dịch vụ phà kết nối Tinian và Saipan vận hành hai chuyến mỗi ngày thua lỗ ước tính 1 triệu USD một năm và nay đã ngừng hoạt động.